# مسؤول التغذية
مسئول التغذية هو مصطلح يشير إلى الشخص المسؤول عن عمليات الشراء واتخاذ القرارات المتعلقة بتحضيرات الطعام. يمكن أن يكون مسئول التغذية أحد الوالدين أو الجدين أو الأخوة أو مقدمي الرعاية في المنزل.

## تاريخها
اقتُرح مفهوم مسئول التغذية في البداية من قبل كورت لوين في عام 1943.
استنادًا إلى بحث لوين، يصل الطعام إلى المنزل عبر «قنوات» مثل متجر البقالة، والحديقة، والثلاجة. ويتحكم مسئول التغذية في اختيار القنوات والأغذية التي تمر من خلالها.
على مدى خمسة وستين عاماً منذ عمل لوين، أشار العديد من أخصائيي التغذية وكُتب التغذية، في مناقشات العادات الغذائية للأطفال والمراهقين، إلى دور مسئول التغذية الذي تقوم به النساء.